# NBA Development League Most Valuable Player Award
National Basketball Association Development League Most Valuable Player (MVP) – jest nagrodą NBA Development League (NBADL) przyznawaną corocznie najlepszemu zawodnikowi sezonu. Jest przyznawana od sezonu 2001/02. W latach 2001–2005 liga nazywała się National Basketball Development League (NBDL). Przed rozpoczęciem sezonu 2005/06 jej nazwa została zmieniona na NBA Development League, aby lepiej uwidocznić jej powiązanie z ligą NBA. Służy ona bowiem NBA, jako liga do rozwoju młodych zawodników. 
Na najlepszego zawodnika sezonu głosują trenerzy wszystkich zespołów ligi. Zwycięzca otrzymuje statuetkę zazwyczaj w trakcie rozgrywek play-off. 
Do sezonu 2014/15 żaden zawodnik nie sięgnął po tytuł MVP więcej niż jeden raz. Ansu Sesay był pierwszym w historii ligi zawodnikiem nagrodzonym tytułem MVP sezonu zasadniczego. Jako zawodnik Greenville Groove notował średnio 13,9 punktu, 4,6 zbiórki oraz 2,5 asysty. Żaden obcokrajowiec nie otrzymał, jak do tej pory, MVP D-League. Sześciokrotnie sięgali po nią obrońcy, a czterokrotnie skrzydłowi. Courtney Sims (2008/09) jest jak do tej pory jedynym środkowym, spośród całej stawki laureatów (stan po sezonie 2014/15).
W sezonie 2014/15 po raz pierwszy w historii ligi tytułem tym nagrodzono dwóch zawodników, Othyusa Jeffersa oraz Rona Howarda.

## Laureaci

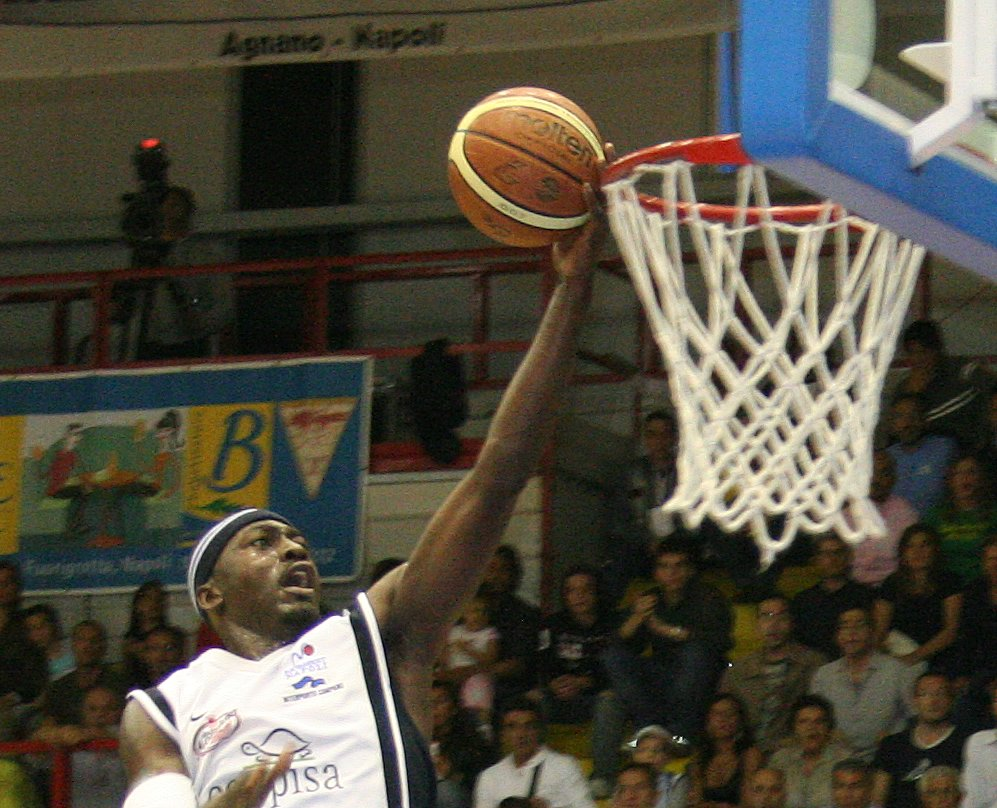
Ansu Sesay zdobył pierwszą, inauguracyjną nagrodę w 2002 roku.

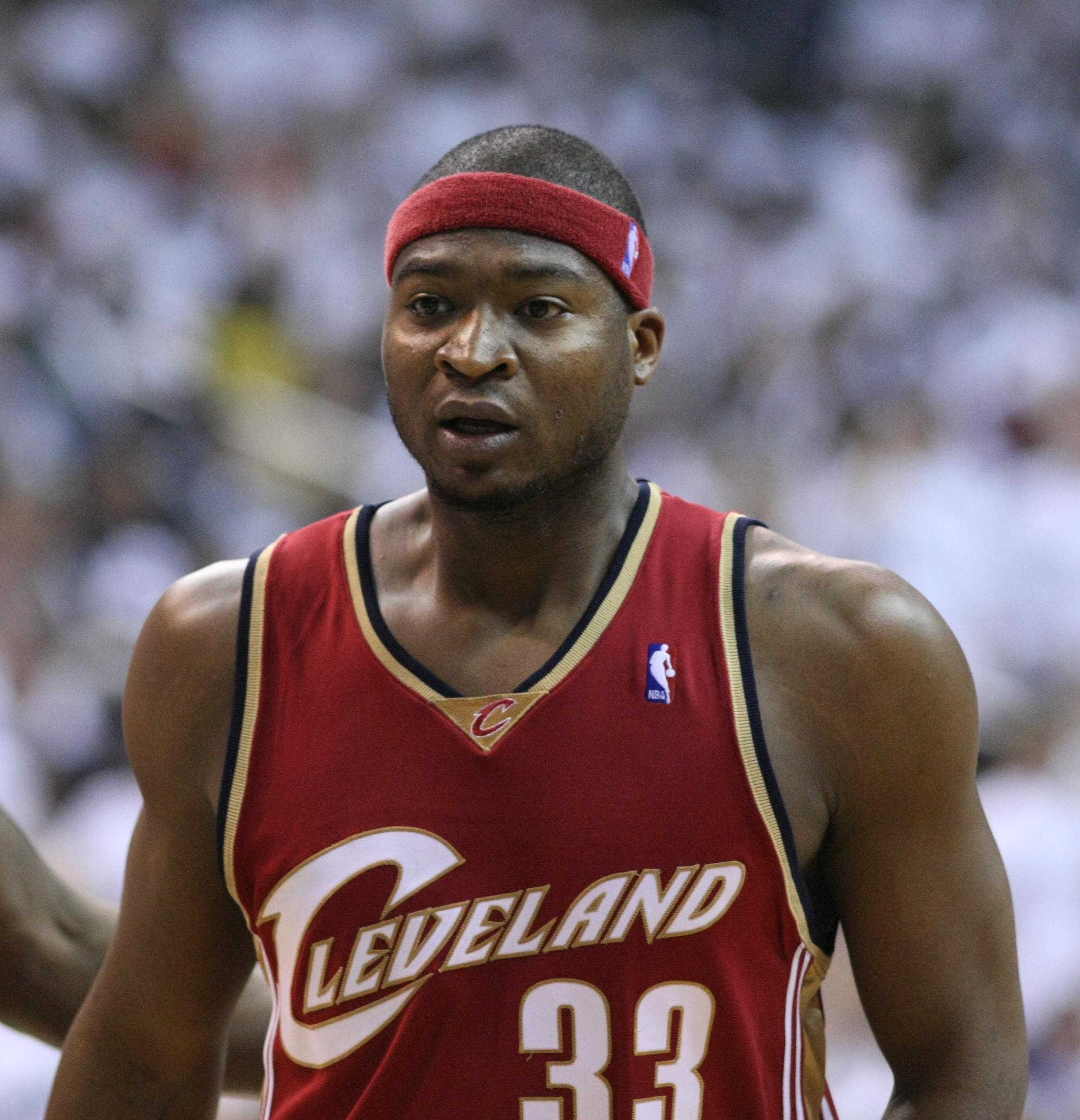
Devin Brown został nagrodzony tytułem MVP w 2003 roku, jako zawodnik Fayetteville Patriots.

| Sezon    | Zawodnik         | Pozycja    | Nar.              | Zespół                   |
| -------- | ---------------- | ---------- | ----------------- | ------------------------ |
| 2001/02  | Ansu Sesay       | skrzydłowy | Stany Zjednoczone | Greenville Groove        |
| 2002/03  | Devin Brown      | obrońca    | Stany Zjednoczone | Fayetteville Patriots    |
| 2003/04  | Tierre Brown     | obrońca    | Stany Zjednoczone | Charleston Lowgators     |
| 2004/05  | Matt Carroll     | obrońca    | Stany Zjednoczone | Roanoke Dazzle           |
| 2005/06  | Marcus Fizer     | skrzydłowy | Stany Zjednoczone | Austin Toros             |
| 2006/07  | Randy Livingston | obrońca    | Stany Zjednoczone | Idaho Stampede           |
| 2007/08  | Kasib Powell     | skrzydłowy | Stany Zjednoczone | Sioux Falls Skyforce     |
| 2008/09  | Courtney Sims    | środkowy   | Stany Zjednoczone | Iowa Energy              |
| 2009/10  | Mike Harris      | skrzydłowy | Stany Zjednoczone | Rio Grande Valley Vipers |
| 2010/11  | Curtis Stinson   | obrońca    | Stany Zjednoczone | Iowa Energy              |
| 2011/12  | Justin Dentmon   | obrońca    | Stany Zjednoczone | Austin Toros             |
| 2012/13  | Andrew Goudelock | obrońca    | Stany Zjednoczone | Rio Grande Valley Vipers |
| 2013/14^ | Ron Howard       | skrzydłowy | Stany Zjednoczone | Fort Wayne Mad Ants      |
| 2013/14^ | Othyus Jeffers   | skrzydłowy | Stany Zjednoczone | Iowa Energy              |
| 2014/15  | Tim Frazier      | obrońca    | Stany Zjednoczone | Maine Red Claws          |
| 2015/16  | Jarnell Stokes   | obrońca    | Stany Zjednoczone | Sioux Falls Skyforce     |
| 2016/17  | Vander Blue      | obrońca    | Stany Zjednoczone | Los Angeles D-Fenders    |
| 2017–18  | Lorenzo Brown    | obrońca    | Stany Zjednoczone | Raptors 905              |
| 2018–19  | Chris Boucher    | środkowy   | Kanada            | Raptors 905              |
| 2019–20  | Frank Mason III  | obrońca    | Stany Zjednoczone | Wisconsin Herd           |
| 2020–21  | Paul Reed        | skrzydłowy | Stany Zjednoczone | Delaware Blue Coats      |

^ – współlaureaci nagrody